# Ōnin

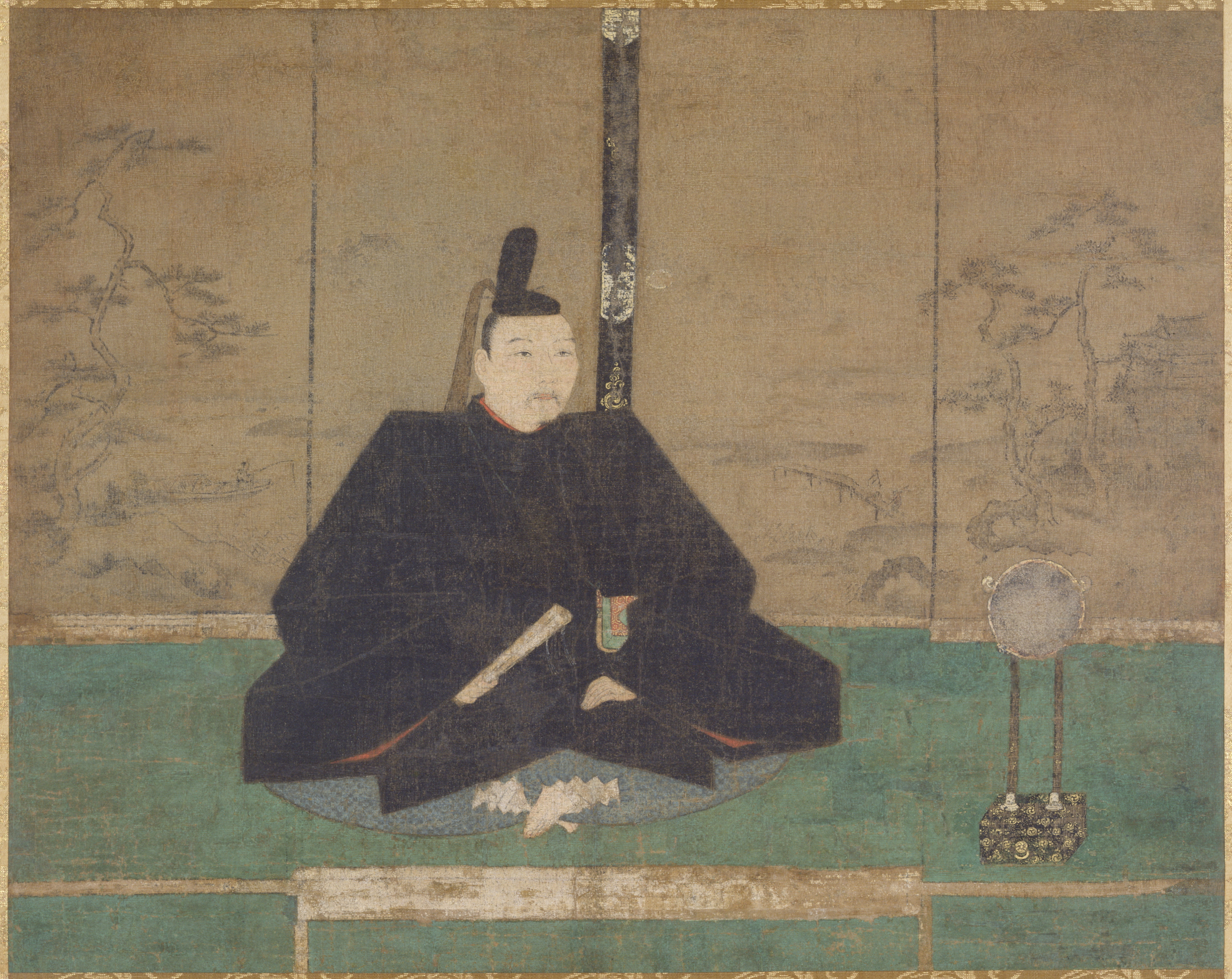
Shogun Ashikaga Yoshimasa. Striderna om vem som skulle efterträda honom utlöste Ōnin-kriget.

Ōnin (japanska: 応仁?, Ōnin), 5 mars 1467–28 april 1469 var en period i den japanska tideräkningen under kejsare Go-Tsuchimikados regering. Shogun var Ashikaga Yoshimasa.
Perioden brukar anges som inledningen på sengoku-eran. Den varade bara två år, men har blivit känd för Ōnin-kriget som bröt ut år ōnin 1 (1467) och blev inledningen på långvariga strider mellan rivaliserande daimyoer. En strid om vem som skulle efterträda Ashikaga Yoshimasa som shogun var den utlösande faktorn.
År ōnin 1 inleds också arbetet med att bygga Ginkaku-ji-templet i Kyoto.

## Fotnoter
1. ↑  Uppslagsverket Daijirin (大辞林), elektronisk utgåva, Sanseido 2006. Datum enligt den japanska månkalendern som inte helt överensstämmer med den västerländska.